# Меле (Чад)
Меле (фр. Mele) или Мелеа — деревня и супрефектура в Чаде, расположенная на территории региона Канем. Входит в состав департамента Канем.

## Географическое положение
Деревня находится в западной части Чада, к северо-востоку от озера Чад, на границе Сахеля и Сахары, на высоте 235 метров над уровнем моря.
Населённый пункт расположен на расстоянии приблизительно 255 километров к северо-северо-востоку (NNE) от столицы страны Нджамены.

## Население
По данным официальной переписи 2009 года численность населения Меле составляла 6339 человек (3119 мужчин и 3220 женщин). Население супрефектуры по возрастному диапазону распределилось следующим образом: 51,1 % — жители младше 15 лет, 43,6 % — между 15 и 59 годами и 5,3 % — в возрасте 60 лет и старше.

## Транспорт
Ближайший аэропорт расположен в городе Мао.